# Татяна Римска
Света Татяна е раннохристиянска мъченица, живяла в Римската империя по времето на император Александър Север. Почитана е и от православната, и от католическата църквa.

## Татянин ден
Света Татяна е считана за покровителка на студентите и в Русия нейният празник, наречен Татянин ден, 12 януари (25 януари стар стил), се отбелязва като ден на руските студенти.